# ماهی مرکب (بازی)

نمودار نمایش چیدمان بازی این شامل پنج منطقه است: خانه تهاجمی (۱)، منطقه ارتقاء دفاع (۲)، خانه دفاعی (۳)، منطقه ارتقاء جرم (سایر (۵).

ماهی مرکب، که همچنین به عنوان اُجینگو (کره‌ای: 오징어; لاتین‌نویسی اصلاح‌شده: ojingeo) نیز شناخته می‌شود، یک بازی کودکان در کره است. این بازی به این دلیل نامگذاری شده‌است که شکل تخته بازی روی زمین شبیه یک ماهی مرکب است و انواع مختلفی از نام آن مانند «squid gaisan» (با گایسان گوناگون کلمه ژاپنی kaisen است) یا «squid takkari» وجود دارد.
این بازی چند نفره است و بازی به دو تیم هجومی و دفاعی تقسیم می‌شود. دو هدف اصلی وجود دارد، یا اینکه مهاجمان به هدف حمله برسند، یا تیم‌ها یکدیگر را نابود کنند.

## در فرهنگ عامه
مجموعه بازی مرکب تلویزیون اینترنتی نتفلیکس به همین نام به نام بازی ماهی مرکب نامگذاری شده‌است، نسخه‌ای از آن در طول سریال پخش می‌شود.